# Aeolocoris
Aeolocoris is een geslacht van wantsen uit de familie van de Miridae (Blindwantsen). Het geslacht werd voor het eerst wetenschappelijk beschreven door Odo Reuter in 1903.

## Soorten
Het genus bevat de volgende soorten:

- Aeolocoris alboconspersus Reuter, 1903
- Aeolocoris curtulus Linnavuori, 1975
- Aeolocoris decarinatus Linnavuori, 1975
- Aeolocoris pusillimus Linnavuori, 1975
- Aeolocoris rufipennis Linnavuori & Al-Safadi, 1993
- Aeolocoris turgidus Odhiambo, 1959